# Governo militar do Exército dos Estados Unidos na Coreia
Governo militar do Exército dos Estados Unidos na Coreia (em inglês:  United States Army Military Government in Korea, USAMGIK; coreano: 재조선 미육군 사령부 군정청; Hanja: 在朝鮮美陸軍司令部軍政廳) foi o órgão governante oficial da metade sul da península coreana de 8 de setembro de 1945 a 15 de agosto de 1948.
Nessa época, o país estava assolado pelo caos político e econômico surgido de uma variedade de causas, mas foi principalmente devido a Segunda Guerra Mundial. Os efeitos posteriores da ocupação japonesa ainda eram sentidos na nova zona de ocupação, bem como na zona soviética ao Norte.  O descontentamento popular provinha do apoio do governo militar americano ao governo colonial japonês (que, uma vez removido o mandato japonês, manteve os antigos governantes japoneses como conselheiros); por ignorar, censurar e dissolver à força a República Popular da Coreia; e, finalmente, pelo apoio as eleições das Nações Unidas que dividiram o país.
Além disso, o exército americano estava em grande parte despreparado para o desafio de administrar o país, chegando sem nenhum conhecimento do idioma ou da situação política.  Assim, muitas das suas políticas tiveram efeitos desestabilizadores não intencionais. Também, ondas de refugiados da Coreia do Norte (estimados em 400.000) e repatriados do exterior ajudariam a manter o país em turbulência. 